# Mihály Lukács
Mihály Lukács (Tiszapüspöki, 19 de novembro de 1954 − 18 de outubro de 2012) foi um político húngaro-romano, membro-fundador do partido Lungo Drom. Era membro da Assembléia Nacional (MP) da Lista Nacional de Fidesz entre 2002 e 2006.